# D.S.
D.S. (ook wel Dom Sheldon) is een lied geschreven en gezongen door de Amerikaanse zanger Michael Jackson, dat zich in het album HIStory: Past, Present and Future, Book I bevindt. Tijdens de opnames van D.S., werkte Jackson samen met Jimmy Jam & Terry Lewis, Dallas Austin en Slash.
In het nummer klinkt 'Dom S. Sheldon' meer als Thomas Sneddon, een van de hoofdfiguren van de rechtszaak tegen Jackson.